# Let’s Start a War
Let’s Start a War (в переводе с англ. — «Давайте начнём войну»), имеет второе название Let’s Start a War… (Said Maggie One Day) — третий студийный альбом панк-группы The Exploited, изданный в 1983 году на известном американском лейбле Combat Records, на котором в разное время записывались такие группы, как Megadeth, Circle Jerks, Possessed, Agnostic Front, Dark Angel и другие. Название альбома имеет отношение к Маргарет Тэтчер из-за её решения начать войну с Фолклендскими островами в 1982 году. Эта война была спорной темой во многих протестных песнях панк-движения.

## Об альбоме
Это последний альбом, записанный совместно с одним из основателей The Exploited гитаристом Джоном Дунканом, покинувшим коллектив вскоре после выхода сингла «Computers Don’t Blunder» с целью формирования собственной группы Blood Uncles. В качестве ударника в записи принял участие брат вокалиста Уотти Бьюкэна Вилли Бьюкэн, поскольку предыдущий барабанщик Дрю Стикс был осуждён на семь лет за вооружённый грабёж.

## Список композиций
Все песни написаны Уотти Бьюкэном и Джоном Дунканом, кроме указанных.
Сторона 1:
1. «Let’s Start a War (Said Maggie One Day)» — 3:13
2. «Insanity» — 4:19
3. «Safe Below» — 2:17
4. «Eyes of the Vulture» — 4:01
5. «Should We, Can’t We» — 1:41
6. «Rival Leaders» — 5:43

Сторона 2:
1. «God Saved the Queen» (Бьюкэн) — 5:43
2. «Psycho» — 2:01
3. «Kidology» — 2:09
4. «False Hopes» (Бьюкэн) — 1:39
5. «Another Day to Go Nowhere» (Бьюкэн) — 2:31
6. «Wankers» (Бьюкэн) — 2:37

## Участники записи
- Уотти Бьюкэн — вокал
- Билли — гитара
- Уэйн Тьяз — бас
- Вилли Бьюкэн — барабаны